# Jules Gaucher
Jules Gaucher, né le 13 septembre 1905 à Bourges (Cher) et mort pour la France le 13 mars 1954 à Dien Bien Phu, est un officier français qui a notamment servi à la Légion étrangère

## Formation
Il intègre la promotion « Maréchal Galliéni » à l'École spéciale militaire de Saint-Cyr. Sorti diplômé en 1929, il est nommé sous-lieutenant. Il sert alors en Algérie au 23e régiment de tirailleurs algériens de 1929 à 1931. 
Affecté à la Légion étrangère en 1931, il continue à servir en Afrique du nord au sein du 1er régiment étranger puis du 3e régiment étranger d'infanterie au cours de la pacification du Haut Atlas et du sud-marocain. En 1938, il est promu au  grade de capitaine et affecté au 1er bataillon du 5e régiment étranger d'infanterie au Tonkin.

## Seconde Guerre mondiale
Il commande une compagnie lors des combats contre les Japonais en 1940 et contre les Siamois en 1941. Il est à la tête du 1er bataillon lorsque les Japonais déclenchent leur coup de force sur le Tonkin en mars 1945 et passe la frontière chinoise le 1er mai 1945 avec le reste de son unité lors de la retraite de la colonne Alessandri. Il prend ensuite la tête du bataillon de marche composé des survivants du régiment et le ramènera au Tonkin en 1946, après avoir parcouru plus de 3 000 kilomètres à pied. 
Promu chef de bataillon la même année, il rejoint le Dépôt commun des régiments étrangers (DCRE) à Sidi-Bel-Abbès puis la 13e Demi-brigade de Légion étrangère.

## Indochine
En 1949 il est désigné pour l’Extrême-Orient afin de prendre le commandement  du 3e bataillon de la 13e Demi-brigade de Légion étrangère (III/13 DBLE). Le 9 avril 1950, il est rapatrié sanitaire.
En octobre 1951 il est promu au grade de lieutenant-colonel et en septembre 1952 il revient  en Indochine]. De retour à la 13, il prend les fonctions de commandant en second du régiment, puis celles de chef de corps le 1er sept. 1953.
Sous son commandement, ses unités s'illustrent au cours de la guerre d'Indochine, notamment dans le Delta et lors de la bataille de Hoa Binh (1951-1952).

### Dien Bien Phu1954
Commandant du Groupe mobile n°9 (unité qui comprend 3 bataillons d'infanterie (I/13eDBLE, III/13e DBLE et III/3e RTA) ainsi qu'une batterie d'artillerie du III/10e RAC, il est désigné pour prendre le commandement du sous-secteur Centre qui se compose de cinq centres de résistance : Béatrice, Claudine, Dominique, Éliane, Huguette. Le PC du sous-secteur centre est situé à proximité de celui du colonel de Castries, commandant le camp retranché.
C'est là que le 13 mars 1954, il est blessé mortellement, aux environs de 19h45. Un obus pénètre par une ouverture d'aération dans son abri où il suit, avec d'autres officiers, le déroulement des combats sur Béatrice entre le III/13e DBLE et les régiments 141 et 209 de la division 312. Sa mort, comme celle du chef de bataillon Pégot (qui commande le III/13e DBLE sur Béatrice), tué dans des circonstances analogues, est l'une des raisons de la chute si rapide du premier centre de résistance de Diên Biên Phu dans la nuit du 13 au 14 mars 1954.

### Décoration
|  |  |  |
|  |  |  |
|  |  |  |

- Commandeur de la Légion d'honneur
- Médaille coloniale, agrafes « Maroc » - « Indochine »
- Médaille commémorative de la guerre 1939-1945
- Médaille commémorative de la campagne d'Indochine
- Commandeur du Ouissam alaouite
- Officier de l’ordre royal du Cambodge
- Officier de l'ordre du Dragon d'Annam
- Titulaire de 7 citations

### Hommages
La municipalité de Bourges honore l’enfant du pays en baptisant une rue dédiée à sa mémoire.
Une promotion Lieutenant-colonel Gaucher est baptisée à l'École spéciale militaire de Saint-Cyr de 1983 à 1986.

## Sources
- Bernard Fall, Hell in a Very Small Place: The Siege of Dien Bien Phu, Da Capo Press, 2002  (ISBN 0-306-81157-X)
- Martin Windrow, The Last Valley, Da Capo Press, 2004  (ISBN 0-306-81386-6)